# Quarrington
Quarrington är en ort i civil parish Sleaford, i distriktet North Kesteven, Storbritannien. Den ligger i grevskapet Lincolnshire och riksdelen England, i den sydöstra delen av landet, 160 km norr om huvudstaden London. Quarrington ligger 15 meter över havet och antalet invånare är 242. Quarrington var en civil parish fram till 1974 när blev den en del av Sleaford. Civil parish hade 1 935 invånare år 1951. Byn nämndes i Domedagsboken (Domesday Book) år 1086, och kallades då Corninctone/Corninctune/Cornintone.
Terrängen runt Quarrington är platt. Runt Quarrington är det ganska tätbefolkat, med 108 invånare per kvadratkilometer. Närmaste större samhälle är Sleaford, 3,5 km norr om Quarrington. Trakten runt Quarrington består till största delen av jordbruksmark.